# Bulbophyllum cornu-cervi
Bulbophyllum cornu-cervi é uma espécie de orquídea (família Orchidaceae) pertencente ao gênero Bulbophyllum. Foi descrita por George King em 1895.